# Pityrogramma × herzogii
Pityrogramma × herzogii là một loài dương xỉ trong họ Pteridaceae. Loài này được L.D.G mô tả khoa học đầu tiên năm 1977.
Danh pháp khoa học của loài này chưa được làm sáng tỏ. 